# Amos Frimpong
Amos Frimpong là một cầu thủ bóng đá thi đấu ở vị trí hậu vệ phải cho Kumasi Asante Kotoko ở Giải bóng đá ngoại hạng Ghana. Hiện tại anh là đội trưởng của đội bóng.
Amos được đem về TP Mazembe để lấp vào vị trí của Yaw Frimpong.